# Milan Bencz
Milan Bencz est un joueur slovaque de volley-ball né le 5 septembre 1987 à Zlaté Moravce dans la Région de Nitra en Slovaquie  .
Il mesure 2,06 m et joue au poste d'Attaquant.
Milan Bencz est international slovaque de volley-ball.
Il évolue depuis aout 2012 au club de l'Arago de Sète.

## Clubs
| Club                | Pays      | De        | À          |
| ------------------- | --------- | --------- | ---------- |
| VŠK Púchov          | Slovaquie | 2005-2006 | 2007-2008  |
| SK Aich-Dob         | Autriche  | 2008-2009 | 2009-2010  |
| M. Roma Volley      | Italie    | 2010-2011 | 2011-2012  |
| Arago de Sète       | France    | 2012-2013 |            |
| Sidigas HS Avellino | Italie    | 2013-2014 | 13/11/2013 |

## Palmarès
- Ligue européenne de volley-ball (1)
  - Vainqueur : 2011